# Kommandostab Reichsführer-SS
De Kommandostab Reichsführer-SS was een organisatie van de Waffen-SS tijdens de Tweede Wereldoorlog. De organisatie werd opgericht op 7 april 1941, onder de naam Einsatzstab Reichsführer-SS en coördineerde de anti-verzetsacties aan het Oostfront en werd tevens ingezet tegen het laatste verzet van kleine eenheden van het Rode Leger. Aanvankelijk was de Kommandostab Reichsführer-SS toegevoegd aan het XXXXIIe Legerkorps, maar op 27 juni nam Heinrich Himmler de controle uit handen van de Heer (Duitse landmacht). Hierna had de Höhere SS und Polizeiführer (HSSPF) het bevel over de troepen.

## Commandanten
| Nr. | Afbeelding | Commandanten van de Kommandostab Reichsführer-SS | Aangetreden      | Einde termijn    | Duur termijn                | Referentie |
| --- | ---------- | ------------------------------------------------ | ---------------- | ---------------- | --------------------------- | ---------- |
| 1   |            | SS-Gruppenführer Kurt Knoblauch (1885-1952)      | 7 april 1941     | 26 november 1942 | 1 jaar, 7 maanden, 19 dagen | [ 2 ]      |
| 2   |            | SS-Brigadeführer Ernst Rode (1894-1955)          | 26 november 1942 | 1 augustus 1944  | 1 jaar, 8 maand en 6 dagen  | [ 3 ]      |

## Organisatie[4]
Stafchef (Chef des Stabes) - SS-Brigadeführer Kurt Knoblauch (7 april 194 - 26 november 1942), plaatsvervangend Chef des Stabes SS-Standartenführer der Reserve Gustav Lombard(28 december 1943 - 15 januari 1944)
Afdeling 1 (Hoofdafdeling) (Abteilung I (Führungsabteilung)) -
1e Generale Stafofficier (Ia) - SS-Obersturmbannführer Fritz Freitag (9 mei 1941 - 9 augustus 1941), SS-Sturmbannführer Ernst Rode (9 augustus 1941 - 26 november 1942)
Ic - SS-Hauptsturmführer Rudolf May
Training (Id) - SS-Sturmbannführer Ernst Rode
Ig - SS-Obersturmbannführer Dr. Ernst Höhne
Afdeling 2 (Adjudantspost) (Abteilung II (Adjutantur)) -
Leider van de Adjudantspost (Leiter der Adjutantur) - SS-Hauptsturmführer Alfons Zeitler
IIa - SS-Hauptsturmführer Alfons Zeitler, vanaf 26 november 1942 tot waarschijnlijk 1943 Bernhard Frank
IIb - SS-Hauptsturmführer Emil Reichherzer
Afdeling 3 (Rechtswezen) (Abteilung III (Gerichtswesen)) -
Commando-rechter (Kommando-Richter) - SS-Obersturmbannführer Horst Bender
Afdeling 4 (Wereldbeschouwelijk onderwijs en welzijnszorg) (Abteilung VI (Weltanschauliche Schulung und Truppenbetreuung)) -
Afdelingsleider (Abteilungsleiter) - SS-Obersturmbannführer Karl-Heinz Bürger
Opperkwartiermeestersafdeling (Oberquartiermeisterabteilung) - SS-Standartenführer Wilhelm Hartenstein (1 april 1941 - 1 januari 1942)
Opperkwartiermeester (Oberquartiermeister)
Qu.1 - SS-Hauptsturmführer Harro With
Qu.2 - SS-Hauptsturmführer Franz Liebermann
H-mot. - (Nahaufklàrung) SS-Obersturmbannführer Georg-Henning von Bassewitz-Behr (25 april 1941 - 1 augustus 1941)
Boekhouding en administratie (IVa) - SS-Sturmbannführer Josef Spacil
Medische verzorging (IVb) - SS-Brigadeführer Ernst-Robert Grawitz (17 juli 1941 - 28 juli 1943)
Paarden (IVc) - SS-Hauptsturmführer Hermann-Josef Held

## Samenstelling

### Vanaf22 juni1941
- 1. SS-Infanterie-Brigade (mot)
- 2. SS-Infanterie-Brigade (mot)
- SS-Kavallerie-Regiment 1
- SS-Kavallerie-Regiment 2
- Begleitbataillon Reichsführer-SS
- Nachrichten-Kompanie
- Wehrgeologen-Kompanie
- Nachschubdienst
- DRK-Lazarett
- Veterinär-Kompanie
- Feldpost-Dienste

### Vanaf oktober 1941
- Stab
- 1. SS-Infanterie-Brigade (mot)
- 2. SS-Infanterie-Brigade (mot)
- SS-Kavallerie-Brigade
- Begleitbataillon Reichsführer-SS
- SS-Flak-Abteilung Ost
- Flak-Abteilung Kommandostab RFSS
- Nachrichten-Abteilung
- Nachschub-Dienste
- Verwaltungsdienste
- Veterinärdienste